# Roar (Katy Perry)
Roar is een nummer van de Amerikaanse popzangeres Katy Perry. Het is geschreven door Perry, Lukasz Gottwald, Max Martin, Bonnie McKee en Henry Walter en geproduceerd door Dr. Luke en Cirkut door Shinoda, voor het vierde studioalbum Prism, dat op 18 oktober 2013 uitkwam. Het midtempo powerpopnummer werd op 1 augustus 2013 op de radiostations uitgebracht en kwam op 12 augustus als download uit. "Roar" werd positief ontvangen door muziekcritici, maar werd ook veelvuldig vergeleken met Sara Bareilles' "Brave". In de Amerikaanse Billboard Hot 100 bereikte het nummer eerst de 85e positie, en steeg het de week daarna naar nummer twee, met drie procent achterstand op Robin Thickes "Blurred Lines". Het nummer sloot de MTV Video Music Awards van 2012 af, en het jaar erop won het bij de Franse NRJ Music Awards de prijs voor het beste internationale nummer.

## Tracklist
| Nr. | Titel                | Duur  |
| --- | -------------------- | ----- |
| 1.  | Roar                 | 03:42 |
| 2.  | Roar (instrumentaal) | 03:42 |

## Hitnoteringen

### Nederlandse Top 40
| Hitnotering: 24-08-2013 t/m 01-02-2014 | Hitnotering: 24-08-2013 t/m 01-02-2014 | Hitnotering: 24-08-2013 t/m 01-02-2014 | Hitnotering: 24-08-2013 t/m 01-02-2014 | Hitnotering: 24-08-2013 t/m 01-02-2014 | Hitnotering: 24-08-2013 t/m 01-02-2014 | Hitnotering: 24-08-2013 t/m 01-02-2014 | Hitnotering: 24-08-2013 t/m 01-02-2014 | Hitnotering: 24-08-2013 t/m 01-02-2014 | Hitnotering: 24-08-2013 t/m 01-02-2014 | Hitnotering: 24-08-2013 t/m 01-02-2014 | Hitnotering: 24-08-2013 t/m 01-02-2014 | Hitnotering: 24-08-2013 t/m 01-02-2014 | Hitnotering: 24-08-2013 t/m 01-02-2014 |
| Week:                                  | 1                                      | 2                                      | 3                                      | 4                                      | 5                                      | 6                                      | 7                                      | 8                                      | 9                                      | 10                                     | 11                                     | 12                                     | 13                                     |
| -------------------------------------- | -------------------------------------- | -------------------------------------- | -------------------------------------- | -------------------------------------- | -------------------------------------- | -------------------------------------- | -------------------------------------- | -------------------------------------- | -------------------------------------- | -------------------------------------- | -------------------------------------- | -------------------------------------- | -------------------------------------- |
| Positie:                               | 9                                      | 5                                      | 4                                      | 3                                      | 2                                      | 4                                      | 4                                      | 5                                      | 4                                      | 4                                      | 3                                      | 7                                      | 8                                      |
| Week:                                  | 14                                     | 15                                     | 16                                     | 17                                     | 18                                     | 19                                     | 20                                     | 21                                     | 22                                     | 23                                     | 24                                     |                                        |                                        |
| Positie:                               | 9                                      | 12                                     | 19                                     | 19                                     | 23                                     | 24                                     | 26                                     | 27                                     | 28                                     | 35                                     | 40                                     | uit                                    |                                        |

### NederlandseSingle Top 100
| Hitnotering: 17-08-2013 t/m 10-05-2014 | Hitnotering: 17-08-2013 t/m 10-05-2014 | Hitnotering: 17-08-2013 t/m 10-05-2014 | Hitnotering: 17-08-2013 t/m 10-05-2014 | Hitnotering: 17-08-2013 t/m 10-05-2014 | Hitnotering: 17-08-2013 t/m 10-05-2014 | Hitnotering: 17-08-2013 t/m 10-05-2014 | Hitnotering: 17-08-2013 t/m 10-05-2014 | Hitnotering: 17-08-2013 t/m 10-05-2014 | Hitnotering: 17-08-2013 t/m 10-05-2014 | Hitnotering: 17-08-2013 t/m 10-05-2014 | Hitnotering: 17-08-2013 t/m 10-05-2014 | Hitnotering: 17-08-2013 t/m 10-05-2014 | Hitnotering: 17-08-2013 t/m 10-05-2014 | Hitnotering: 17-08-2013 t/m 10-05-2014 | Hitnotering: 17-08-2013 t/m 10-05-2014 | Hitnotering: 17-08-2013 t/m 10-05-2014 | Hitnotering: 17-08-2013 t/m 10-05-2014 | Hitnotering: 17-08-2013 t/m 10-05-2014 | Hitnotering: 17-08-2013 t/m 10-05-2014 | Hitnotering: 17-08-2013 t/m 10-05-2014 |
| Week:                                  | 1                                      | 2                                      | 3                                      | 4                                      | 5                                      | 6                                      | 7                                      | 8                                      | 9                                      | 10                                     | 11                                     | 12                                     | 13                                     | 14                                     | 15                                     | 16                                     | 17                                     | 18                                     | 19                                     | 20                                     |
| -------------------------------------- | -------------------------------------- | -------------------------------------- | -------------------------------------- | -------------------------------------- | -------------------------------------- | -------------------------------------- | -------------------------------------- | -------------------------------------- | -------------------------------------- | -------------------------------------- | -------------------------------------- | -------------------------------------- | -------------------------------------- | -------------------------------------- | -------------------------------------- | -------------------------------------- | -------------------------------------- | -------------------------------------- | -------------------------------------- | -------------------------------------- |
| Positie:                               | 16                                     | 6                                      | 6                                      | 5                                      | 5                                      | 5                                      | 6                                      | 7                                      | 8                                      | 6                                      | 6                                      | 8                                      | 8                                      | 11                                     | 18                                     | 20                                     | 20                                     | 24                                     | 38                                     | 32                                     |
| Week:                                  | 21                                     | 22                                     | 23                                     | 24                                     | 25                                     | 26                                     | 27                                     | 28                                     | 29                                     | 30                                     | 31                                     | 32                                     | 33                                     | 34                                     | 35                                     | 36                                     | 37                                     | 38                                     | 39                                     |                                        |
| Positie:                               | 31                                     | 32                                     | 33                                     | 40                                     | 52                                     | 46                                     | 53                                     | 49                                     | 60                                     | 65                                     | 70                                     | 65                                     | 66                                     | 78                                     | 82                                     | 93                                     | 89                                     | 87                                     | 92                                     | uit                                    |

### 3FM Mega Top 50
| Positie: | 27 | 6  | 3  | 2  | 2  | 3  | 1  | 2  | 2  | 2  | 3  | 4  | 5   | 6 |
| Week:    | 15 | 16 | 17 | 18 | 19 | 20 | 21 | 22 | 23 | 24 | 25 | 26 | 27  |   |
| Positie: | 7  | 8  | 9  | 12 | 17 | 19 | 24 | 24 | 31 | 32 | 35 | 36 | uit |   |

### NPO Radio 2 Top 2000
| Nummer met noteringen in de NPO Radio 2 Top 2000 | '13  | '14 | '15  | '16  | '17  | '18  |
| ------------------------------------------------ | ---- | --- | ---- | ---- | ---- | ---- |
| Roar                                             | 1654 | 879 | 1080 | 1698 | 1651 | 1720 |

1. ↑  Een vetgedrukt getal geeft de hoogste notering aan.
2. ↑  2013 was het eerste jaar met een notering voor dit nummer.
3. ↑  Deze tabel is bijgewerkt tot en met de laatste editie (2024).